# Henry Clifford, II conte di Cumberland
Henry Clifford, II conte di Cumberland (1517 – gennaio 1570), fu un membro della famiglia Clifford, che risiedette al castello di Skipton dal 1310 al 1676. Sposò in prime nozze Eleanor Brandon, una delle nipoti di Enrico VIII d'Inghilterra.

## Biografia
Henry Clifford nacque nel 1517 da Henry Clifford, I conte di Cumberland e da Margaret Percy (1508 circa - 1540), figlia di Henry Algernon Percy, V conte di Northumberland. Da parte di madre era nipote di Henry Percy, IV conte di Northumberland, l'unico della famiglia a combattere per la casa di York, mentre per parte di madre discendeva sia da Edmund Beaufort, II duca di Somerset che da Richard de Beauchamp, XIII conte di Warwick che fu fra i tutori di Enrico VI d'Inghilterra. Per diritto ereditario Henry servì quale High Sheriff del Westmorland. Henry si sposò due volte, prima del giugno 1537 convolò a nozze con Eleanor Brandon secondogenita di Maria Tudor e Charles Brandon, I duca di Suffolk. Maria era la sorella minore di Enrico VIII d'Inghilterra e secondo il Terzo atto di Successione del 1544 Eleanor era settima in linea di successione. Il matrimonio con una donna tanto vicina alla famiglia reale fu estremamente costoso in termini di accordi economici ed Henry dovette alienare una delle ultime grosse proprietà che erano rimaste alla famiglia. Eleanor aveva una sorella maggiore, Frances Brandon, e un fratello minore Henry Brandon, I conte di Lincoln. Alla morte della moglie nel 1547 Henry si ritirò in campagna dedicandosi a implementare il patrimonio di famiglia e pare che abbia visitato la corte solo una manciata di volte, per l'incoronazione di Maria d'Inghilterra, per quella di Elisabetta I d'Inghilterra e per il matrimonio della figlia.
Henry ed Eleanor ebbero tre figli:
- Margaret Clifford, che sposò Henry Stanley, IV conte di Derby
- Henry Clifford, morto bambino
- Charles Clifford, morto bambino.

In seconde nozze Henry si risposò con Anne Dacre (1521 circa - luglio 1581), una delle figlie di William Dacre, III barone Dacre. Anne per parte di madre era nipote di George Talbot, IV conte di Shrewsbury, bisnipote di William Hastings, I barone Hasting, uno degli uomini più fidati di Edoardo IV d'Inghilterra e trisnipote di Richard Neville, V conte di Salisbury, padre del celebre Richard Neville, XVI conte di Warwick. 
Dal loro matrimonio nacquero:
- George Clifford, III conte di Cumberland
- Francis Clifford, IV conte di Cumberland
- Frances Clifford (morta nel 1592).

Nel luglio del 1561 Henry ed il suocero vennero accusati di proteggere alcuni preti papisti su al nord e la stessa accusa venne rivolta loro  di sei mesi dopo nell'inverno del 1562. Nel 1569, quando ormai aveva abdicato, Henry si oppose strenuamente al matrimonio fra Maria Stuarda e Thomas Howard, IV duca di Norfolk promettendo degli uomini per la ribellione che ebbe poi luogo in quell'anno. Egli appoggiò però i piani per mettere Maria sul trono al posto di Elisabetta, anche se al dunque si tirò indietro. Henry morì nel gennaio del 1570 e venne sepolto presso il castello di Skipton